# باره (پوژارواتس)
باره (به صربی: Bare) یک منطقهٔ مسکونی در صربستان است که در ناحیه برانیچوو واقع شده‌است.